# Расселл, Эдвард Стюарт
Эдвард Стюарт Расселл (англ. Edward Stuart Russell; 25 марта 1887, близ Глазго — 24 августа 1954, Гастингс) — шотландский и британский биолог, философ биологии, редактор. Председатель Лондонского Линнеевского общества (1940—1943).

## Биография
Окончил Университет Глазго, ученик сэра Грэма Керра. Ощутил влияние биолога Патрика Геддеса, в своих зоологических исследованиях стремился найти целостные принципы. Сторонник теории ламарксистской наследственности.
Занимался исследованиями рыбных промыслов, работал на исследовательских судах и опубликовал ряд работ по биологии головоногих моллюсков и количественным методам сбора промысловых данных. Был экспертом по шотландскому рыболовству, работал инспектором по рыболовству и советником правительства Великобритании.
Первый редактор Journal du Conceil. Около пятнадцати лет — почётный профессор по поведению животных Университетского колледжа Лондона. В 1934 году был избран президентом секции зоологии Британской научной ассоциации. С 1940 по 1940 год — президент Лондонского Линнеевского общества.
Философ. Представитель органицизма и холизма. Критиковал синтетическую теорию эволюции. Представил свою собственную эволюционную теорию, объединяющую биологию развития с наследственностью, но выступающую против теории менделевской наследственности. Считал телеологию неотъемлемой частью организма.
Умер от сердечной недостаточности.

## Избранные труды
- Form and Function: A Contribution to the History of Animal Morphology (1916)
- The Study of Living Things: Prolegomena to a Functional Biology (1924)
- The Interpretation of Development and Heredity: A Study in Biological Method (1930)
- The Behavior of Animals (1934)
- The Directiveness of Organic Activities (1945)
- The Diversity of Animals: An Evolutionary Study (1962)